# Mittelramstadt

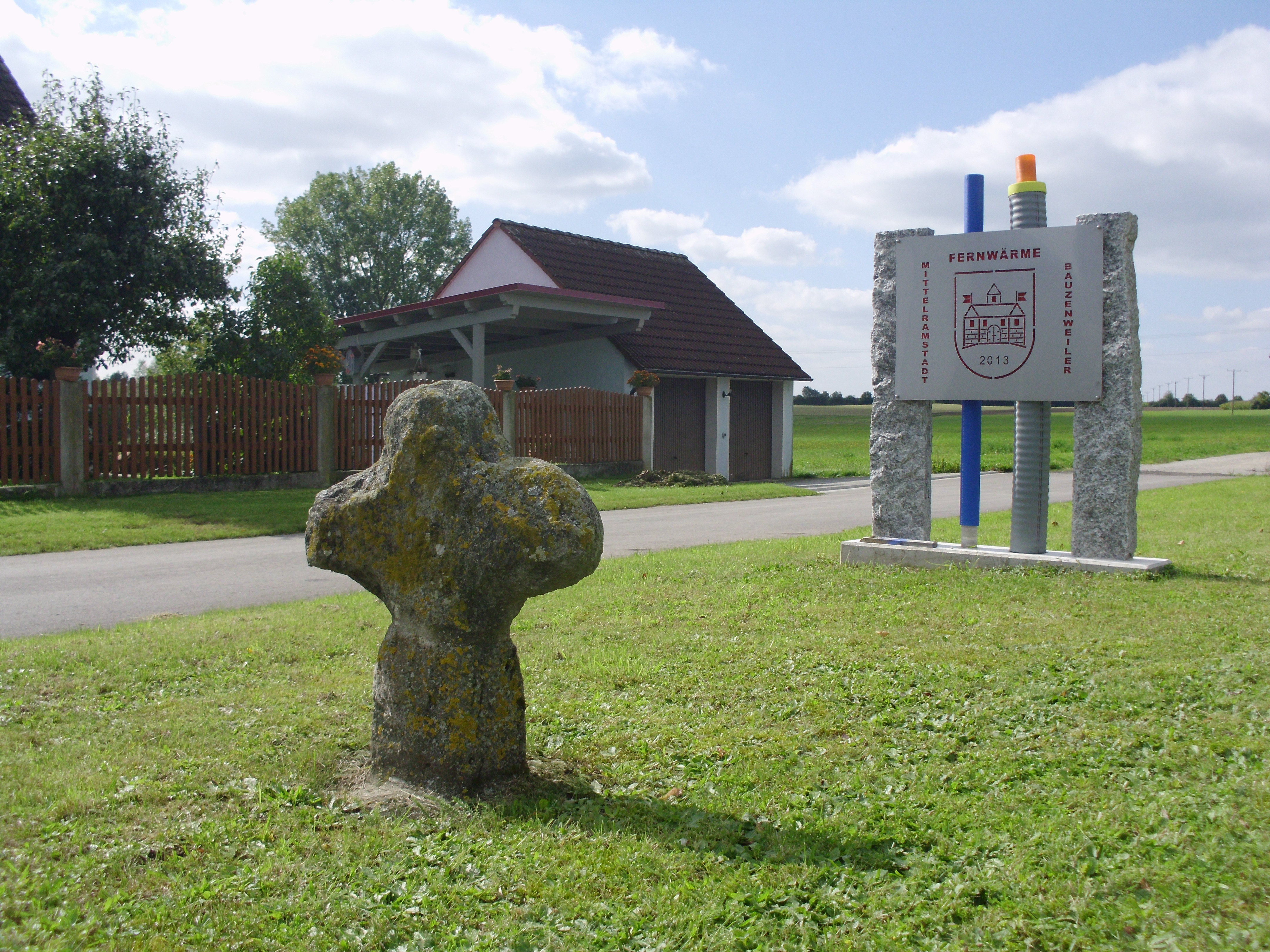
Steinkreuz und Erinnerungstafel an den Fernwärmeanschluss im Jahr 2013

Mittelramstadt (fränkisch: Middl-ramschdad) ist ein Gemeindeteil der Stadt Leutershausen im Landkreis Ansbach (Mittelfranken, Bayern). Die Gemarkung Mittelramstadt hat eine Fläche von 10,570 km². Sie ist in 953 Flurstücke aufgeteilt, die eine durchschnittliche Fläche von 11.091,52 m² haben. In ihr liegen neben dem namensgebenden Ort die Gemeindeteile Bauzenweiler, Froschmühle, Kressenhof, Oberramstadt, Rammersdorf und Winden.

## Geografie
Durch das Dorf fließt der Kümmelbach, ein linker Zufluss der Altmühl. 0,5 km östlich des Ortes liegt das Zobelholz, 0,5 km südwestlich das Flurgebiet Birkenbusch, 0,75 km südöstlich der Kohlbuck. Eine Gemeindeverbindungsstraße führt nach Auerbach zur Kreisstraße AN 20 (1,7 km nordwestlich) bzw. zur Kreisstraße AN 23 (0,3 km südöstlich) zwischen Winden (0,8 km südwestlich) und Oberramstadt (1 km nördlich). Eine weitere Gemeindeverbindungsstraße führt ebenfalls zur AN 23 (0,3 km östlich).

## Geschichte
Der Ort wurde als Spätsiedlung zwischen „Oberen Ramshart“ und „Niederen Ramshart“ angelegt, erscheint aber als „Mitteln Ramßhart“ erst 1471, als „Niederen Ramshart“ schon über ein halbes Jahrhundert nicht mehr genannt wurde; möglicherweise ist „Niederen Ramshart“ zum heutigen Mittelramstadt geworden. In beiden Ramstadt hatte das Hochstift Würzburg Lehen, die als Getreidezehent im frühen 14. Jahrhundert die Geißendorfer auf Schloss Vogelsburg genannt Rammersdorf besaßen. 1384 verkaufte Hans Geißendorfer unter anderem den Nieder-/Mittelramstadter Zehent an Johann von Seckendorff zu Jochsberg. 1450 belehnte der Markgraf von Ansbach die Gebrüder Zobel mit dem Schloss Vogelsburg/Rammersdorf und auch mit dem Zehent von Mittelramstadt. 1571 ging das Schloss mit Zugehörungen als markgräfliches Lehen an die Adelsfamilie Eyb über. So heißt es in den Vetterschen Oberamtsbeschreibung von 1732, dass Mittelramstadt aus zwei Untertanen des brandenburg-ansbachischen Stiftsamtes Ansbach (schon 1681 so überliefert) und elf Untertanen der Herren von Eyb zu Rammersdorf sowie einem gemeindlichen Hirtenhaus besteht; gepfarrt war der Weiler nach St. Peter in Leutershausen. Der Zehent ging teils zum Schloss Rammersdorf, teils zum Schulmeister zu Leutershausen, teils nach Oberramstadt. Die Gemeindeherrschaft und der Hirtenstab war zwischen dem Stiftsamt Ansbach und der Herrschaft Eyb strittig; die Vogtei inner Etters gehörte der jeweiligen Herrschaft, die Vogtei außer Etters und die Fraisch lagen beim brandenburg-ansbachischen Stadtvogteiamt Leutershausen. Gegen Ende des Alten Reiches bestand Mittelramstadt aus 14 Anwesen: Dem Stiftsamt Ansbach gehörten ein Köblergut und ein Söldengütlein, dem eybschen Rittergut zu Rammersdorf zwei Halbhöfe, fünf Köblergüter, ein Söldengut und vier Söldengütlein. Gemeindlicher Besitz waren das Hirtenhaus und das Brechhaus. Von 1797 bis 1808 unterstand der Ort dem Justizamt Leutershausen und Kammeramt Colmberg.
Im Jahre 1806 kam Mittelramstadt an das Königreich Bayern. Im Rahmen des Gemeindeedikts wurde Mittelramstadt 1808 dem Steuerdistrikt Leutershausen zugewiesen. 1810 entstand die Ruralgemeinde Mittelramstadt, zu der Froschmühle, Rammersdorf und Winden gehörten. Sie war in Verwaltung und Gerichtsbarkeit dem Landgericht Leutershausen zugeordnet und in der Finanzverwaltung dem Rentamt Colmberg. 14 Grundholden von Mittelramstadt gehörten von 1820 bis 1842 zum Patrimonialgericht I. Klasse Wiedersbach-Rammersdorf der Familie von Eyb.
Ab 1862 gehörte Mittelramstadt zum Bezirksamt Ansbach (1939 in Landkreis Ansbach umbenannt). Die Gerichtsbarkeit blieb bis 1879 beim Landgericht Leutershausen, seit 1880 ist das Amtsgericht Ansbach zuständig. Die Finanzverwaltung ging 1880 an das Rentamt Ansbach über (1919 in Finanzamt Ansbach umbenannt). Die Gemeinde hatte 1964 eine Gebietsfläche von 4,722 km². Am 1. Januar 1972 wurde Mittelramstadt im Zuge der der Gebietsreform in Bayern nach Leutershausen eingemeindet.

### Landwirtschaft
1819 wurde in Mittelramstadt mit dem Hopfenbau begonnen; der Ort nahm diesbezüglich „in der Gegend“ eine Vorreiterrolle ein. Ein amtliches Verzeichnis von 1875 vermeldet, dass zu dieser Zeit im Dorf Mittelramstadt 81 Stück Rindvieh gehalten wurden; in den vier Orten der Gemeinde Mittelramstadt gab es insgesamt 220 Stück Rindvieh, 387 Schafe, 181 Schweine und 25 Ziegen.

### Baudenkmal
- Mittelalterliches Steinkreuz am westlichen Ortsausgang an der Weggabelung nach Auerbach und Bauzenweiler[23]

### Bodendenkmäler
In der Gemarkung Mittelramstadt gibt es zwei Bodendenkmäler.

### Einwohnerentwicklung
Gemeinde Mittelramstadt
| Jahr      | 1818   | 1840   | 1852   | 1855   | 1861   | 1867   | 1871   | 1875   | 1880   | 1885   | 1890   | 1895   | 1900   | 1905   | 1910   | 1919   | 1925   | 1933   | 1939   | 1946   | 1950   | 1952   | 1961   | 1970   |
| Einwohner | 177    | 267    | 202    | 211    | 212    | 214    | 206    | 204    | 203    | 206    | 216    | 239    | 240    | 223    | 223    | 217    | 214    | 196    | 202    | 316    | 307    | 282    | 218    | 192    |
| Häuser    | 51     | 45     |        |        |        |        | 45     |        |        | 48     | 46     |        | 46     |        |        |        | 43     |        |        |        | 41     |        | 41     |        |
| Quelle    | [ 26 ] | [ 27 ] | [ 28 ] | [ 28 ] | [ 29 ] | [ 30 ] | [ 22 ] | [ 31 ] | [ 32 ] | [ 33 ] | [ 34 ] | [ 28 ] | [ 35 ] | [ 28 ] | [ 36 ] | [ 28 ] | [ 37 ] | [ 28 ] | [ 28 ] | [ 28 ] | [ 38 ] | [ 28 ] | [ 18 ] | [ 39 ] |

Ort Mittelramstadt
| Jahr      | 001818 | 001840 | 001861 | 001871 | 001885 | 001900 | 001925 | 001950 | 001961 | 001970 | 001987 |
| Einwohner | 57     | 112    | 104    | 98     | 93     | 99     | 95     | 107    | 87     | 77     | 70     |
| Häuser    | 21     | 22     |        |        | 23     | 22     | 21     | 19     | 19     |        | 21     |
| Quelle    | [ 26 ] | [ 27 ] | [ 29 ] | [ 22 ] | [ 33 ] | [ 35 ] | [ 37 ] | [ 38 ] | [ 18 ] | [ 39 ] | [ 1 ]  |

### Bürgermeister
| Name                 | Herkunft       | Amtszeit  |
| -------------------- | -------------- | --------- |
| Johann Hiftlein      | Mittelramstadt | 1818–1834 |
| Leonhard Käfer       | Froschmühle    | 1834–1859 |
| Michael Tremel       | Winden         | 1859–1869 |
| Wilhelm Kilian       | Mittelramstadt | 1869–1880 |
| Johann Leonhard Popp | Mittelramstadt | 1880–1906 |
| Georg Michael Braun  | Winden         | 1906–1912 |
| Georg Hans Schwab    | Mittelramstadt | 1912–1945 |
| Georg Kollert        | Mittelramstadt | 1945–1948 |
| Hans Schwab          | Mittelramstadt | 1948–1953 |
| Georg Breitschwert   | Mittelramstadt | 1953–1968 |
| Hans Reinhard        | Winden         | 1968–1972 |

## Religion
Der Ort ist seit der Reformation evangelisch-lutherisch geprägt und bis heute nach St. Peter (Leutershausen) gepfarrt. Die Einwohner römisch-katholischer Konfession sind nach Kreuzerhöhung (Schillingsfürst) gepfarrt.